# 小涅瓦河
小涅瓦河（俄语：Малая Нева）涅瓦河流经涅瓦河三角洲长度仅次大涅瓦河的第二分支。起点位于瓦西里岛之喙。从十二月党人岛和彼得罗夫斯基岛之间穿过，与流经彼得罗夫斯基岛和科尔斯托夫斯基岛的小涅夫卡河一并流入涅瓦湾。

## 概况
全长约4.25公里，河宽从200米到375米，水深3-7米，平均水量475立方每秒（图奇科夫桥测得）平均流速0.4-0.6米每秒。

分流：
- 斯摩棱卡
- 日丹诺夫卡

## 人文设施
- 两座跨河桥梁:
  - 交易所桥;
  - 图奇科夫桥
  - 硫岛区（因经济危机推迟）-筹划中
- 瓦西里岛之喙
- 应用化学学院
- 尤比列伊内体育苑
- 彼得洛夫斯基体育场
- 基洛夫体育场